# مسجد رابعه عدویه
مسجد رابعه عدویه (عربی: مسجد رابعة العدویة)، مسجدی واقع در ضلع شمالی شهرک نصر در شرق قاهره است. نام این مسجد از رابعه عدویه، زاهدی که در سال ۱۰۰ قمری می‌زیسته، گرفته شده‌است.
چندین مراسم خاکسپاری مهم در این مسجد، از جمله انور سادات و مأمون الهضیبی، به علت نزدیکی آن به قبرستان شرق قاهره، انجام شده‌است.
در ژوئیه ۲۰۱۳، مسجد رابعه عدویه و میدان رابعه محل تحصن حامیان محمد مرسی شده بودند؛ زیرا عبدالفتاح سیسی، وزیر دفاع، وی را با کودتایی در ۳ ژوئیه از ریاست جمهوری برکنار کرده بود. مسجد در روز ۱۴ اوت ۲۰۱۳ در طی یورش نیروهای نظامی به تحصن‌کنندگان تخریب شد. این اتفاق زمانی افتاد که نیروهای امنیتی به منطقه منتقل شده، به‌زور آنجا را تخلیه کردند و منجر به مرگ حداقل ۶۳۸ تن شد. بعداً مسجد تحت هدایت نیروهای مسلح مصر بازسازی شد.